# 宝暦治水事件

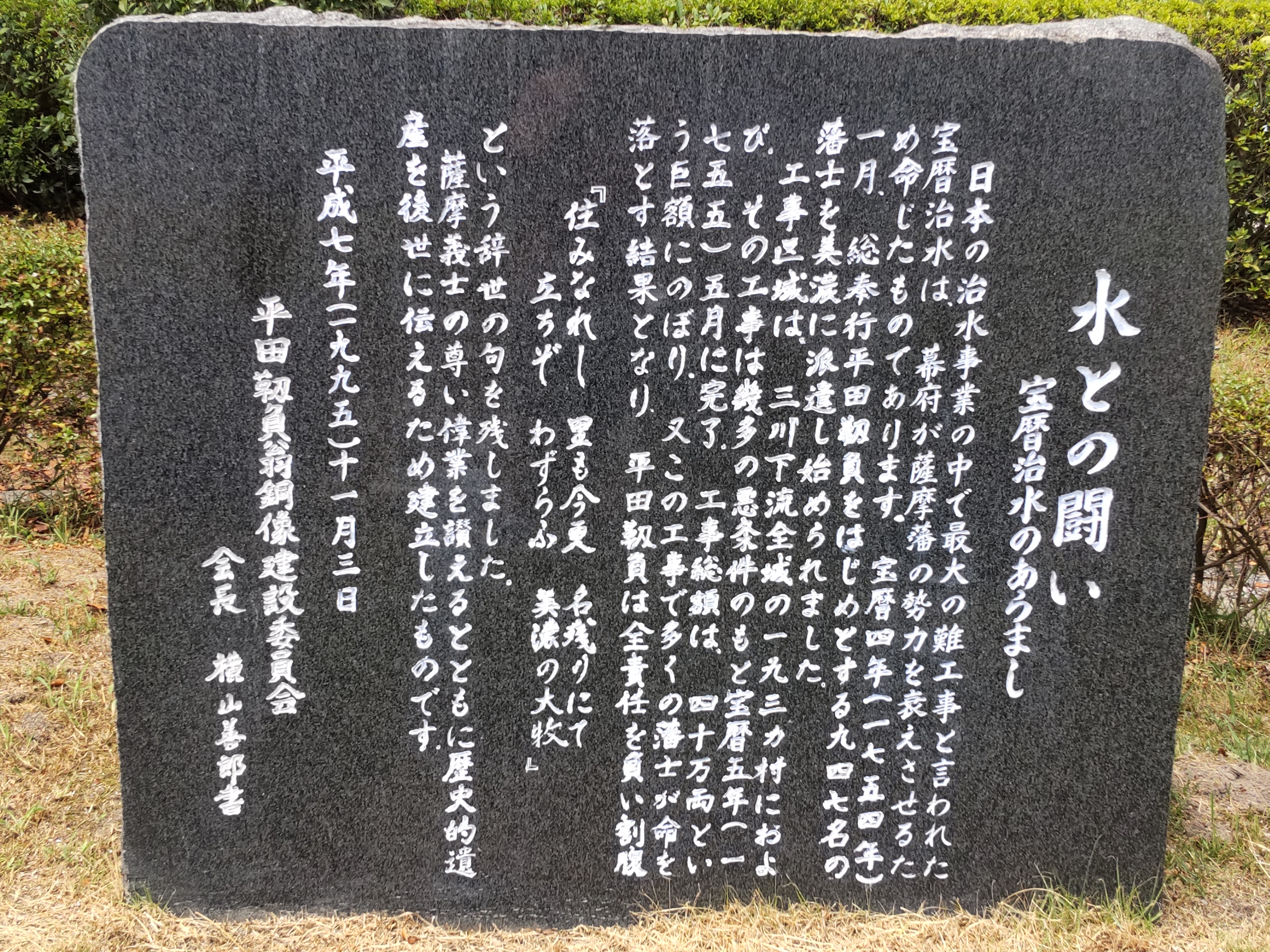
岐阜県海津市平田町にある平田公園に設置された説明書き

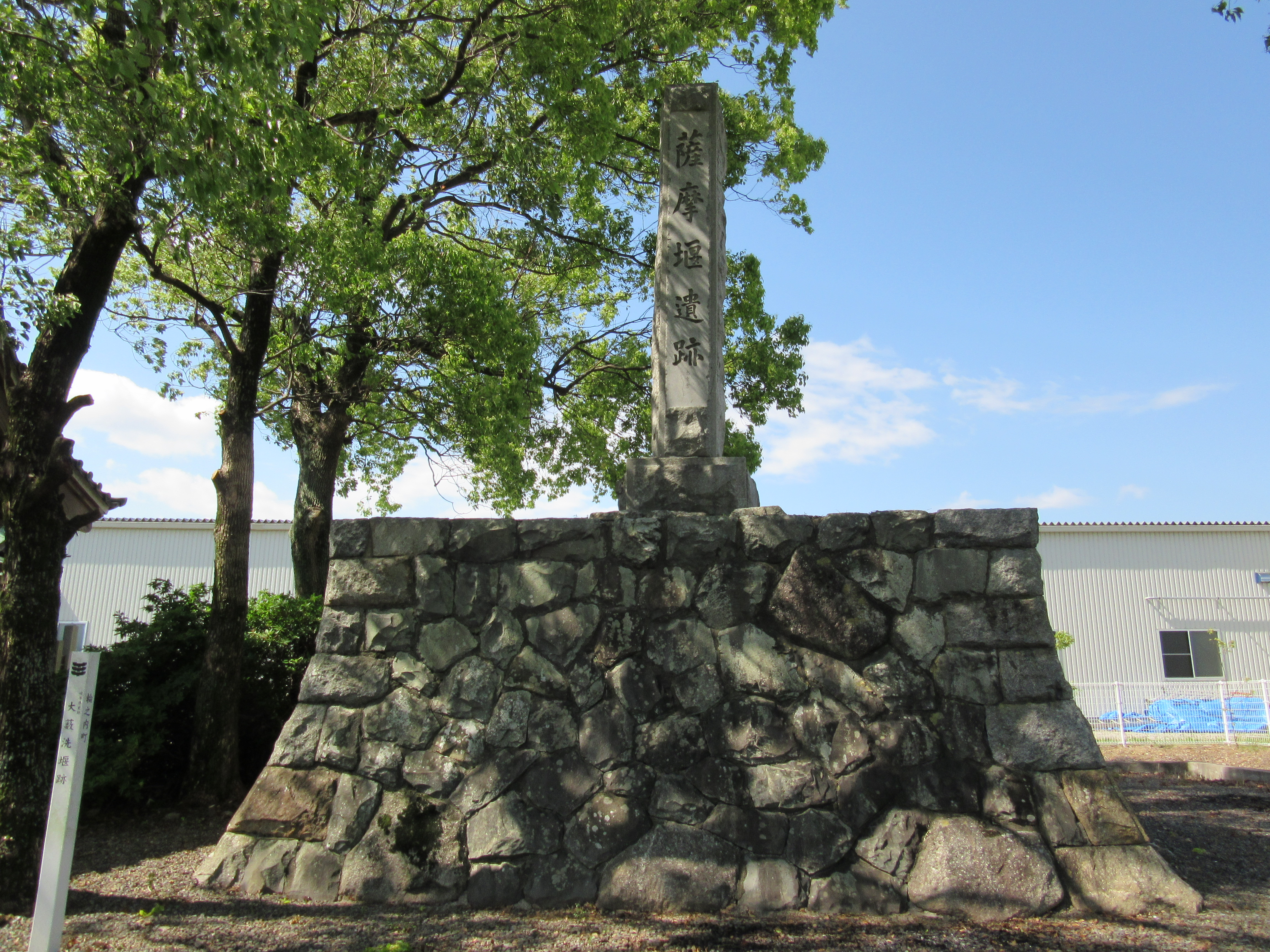
岐阜県輪之内町の薩摩堰治水神社内にある薩摩堰（大榑川洗堰）遺跡

宝暦治水事件（ほうれきちすいじけん、ほうりゃくちすいじけん）は、江戸幕府によって行われた木曽三川（木曽川・長良川・揖斐川）の治水事業、いわゆる宝暦治水の過程で、薩摩藩士51名が自害、33名が病死し、工事完了後に薩摩藩総指揮の家老・平田靱負も自害したとされる事件。
宝暦治水は宝暦4年（1754年）2月から宝暦5年（1755年）5月まで行われた。実際の工事に当たっては薩摩藩などが御手伝普請として、人足・資金の負担を行い、多くの犠牲者を出した。濃尾平野の治水対策のため木曽川、長良川、揖斐川を分流する工事であり、三川分流治水ともいう。
明治時代中期からの顕彰活動によって薩摩藩士が治水事業で自害した「薩摩義士」であるという評価が広まったが、2000年代頃からは宝暦治水の自体の評価や藩士や平田の自害を再検討する研究も行われている。

## 背景
木曽川・長良川・揖斐川の3河川は濃尾平野を貫流し、下流の川底が高いことに加え、三川が複雑に合流、分流を繰り返す地形であることや、小領の分立する美濃国では各領主の利害が対立し、統一的な治水対策を採ることが難しかったことから、洪水が多発していた。
通説では、木曽川地域には慶長13年（1608年）より幕府の主導により御囲堤と呼ばれる大規模な堤防が築かれていたが、この堤には軍事的な意味があったため、右岸地域である美濃国側では尾張藩の3尺（91cm）以上低い堤しか造ってはいけなかったとされている。ただし御囲堤の建造時期や規模には様々な議論があり、犬山から弥富までとする通説の建造地域は当時の流域と合わないことや、同時代史料に建造を示すものがないこと、3尺の制限が存在することを間接的にも証明するものがないことなどが指摘されている。原昭午は尾張藩の史料から御囲堤の完成時期は寛政年間（1789年～1801年）であるとしている。
1735年（享保20年）、美濃郡代であった井沢為永（井沢弥惣兵衛）が三川の調査の上で分流工事を立案したが、この時はあまりに大規模な案であり、財政難のため幕府の許可が下りなかったとされる。この際に立案された計画が後に宝暦治水に利用されたといわれているが、確たる証拠はない。また、原昭午は井沢が立案に関与したという事実を示す資料が一切ないことを指摘している。ただし、それ以前も以降も輪中地域の住人は三川分流を幕府へ度々願い出ていた。幕府は1747年（延享4年）に二本松藩主・丹羽高庸に対し、井沢の案を規模縮小した形での治水工事を命じたが、これが完成してもなお抜本的解決にはなり得なかった。三川地域の御手伝普請は宝暦までの間に5回行われている。
時代が下るにつれて木曽三川流域は、土砂の堆積や新田開発による遊水地の減少により洪水による被害がさらに激化していった。高木家文書では1741年（寛保元年）から1745年（延享2年）までの5年間で、流域244か村の損耗率が、8割以上の村が108か村、5割から7割が84か村、3割が52か村となっていたとしている。1753年（宝暦3年）12月28日、9代将軍・徳川家重は薩摩藩主・島津重年に正式に川普請工事を命じた。
揖斐川西岸への水の流入を防ごうとすると長良川の常水位が上がり、その沿岸地域が水害の危険にさらされ、また長良川への木曽川からの流入を減らそうとすると木曽川沿岸で溢流の可能性が高まるという濃尾平野の西低東高の構造により、輪中同士および尾張藩との利害が対立し、また河川工学や土木工学が未発達だったこともあって、いずれの工事も河川を完全に締め切り、あるいは切り離したりすることはできなかった。
幕府側の総責任者は勘定奉行・一色政沆であり、代官吉田久左衛門、美濃郡代青木次郎九郎がこの下に付き、幕府目付等がその監督に当たった。また川通奉行として美濃国石津郡に所領を持つ美濃衆の高木三家がこれにあたった。このうち西高木家の高木新兵衛は自家の家臣のみでは手に余ると判断し、急遽治水に長けた内藤十左衛門を雇っている。1754年（宝暦4年）1月16日、薩摩藩は家老の平田靱負に総奉行、大目付伊集院十蔵を副奉行に任命し、藩士を現地に派遣して工事にあたらせた。

## 工事の計画
工事は二期に分けられ、第一期は水害によって破壊された堤防などの復旧が行われ、第二期は治水を目的とした工事が行われた。第二期の工事は輪中地域の南部を四つの工区に分けて行われた。一の手は桑原輪中（岐阜県羽島市）から神明津輪中（愛知県稲沢市祖父江町）までで、木曽川と長良川を繋ぐ逆川（岐阜県羽島市）に木曽川から長良川への流入を阻む洗堰を設け、木曽川に猿尾堤を築く工事を含んだ。二の手は森津輪中（愛知県弥富市）から田代輪中（三重県桑名郡木曽岬町）を工区とし、筏川の開削と浚渫が行われた。三の手はが奉行となり墨俣輪中（岐阜県大垣市）から本阿弥輪中（岐阜県海津市）を担当として、長良川と揖斐川を繋ぐ大榑川に洗堰を設けて長良川から揖斐川への流入を抑える工事を含む。四の手金廻輪中（岐阜県海津市）から長島輪中（三重県桑名市）に至る地域を含み、木曽川と揖斐川の合流地点に食違堤（食違堰）を設けて木曽川から揖斐川への流入を抑えることを狙った。当初の計画では五の手も工事が行われる予定であったが、これは実施されなかった。
幕府側の役人としては一の手に石野三次郎と西高木家の高木新兵衛、二の手は大久保荒之助と美濃郡代青木次郎九郎、三の手淺野左膳と東高木家の高木内膳、四の手には新美又四郎と北高木家の高木玄蕃が配され、御普請見廻に吉田久左衛門がついた。
通説においては、幕府側が薩摩藩に対して普請情報を秘匿する、村役人が普請役人を饗応する際には一汁一菜と規制し、さらに蓑、草履までも安価で売らぬよう地元農民に指示するなど、薩摩藩に対して意図的な冷遇策を取っていたとされる。しかし、薩摩藩から普請情報提供を求められた西高木家は、一旦は非公開が原則であるとしてこれを拒絶したものの、工事に支障が出るためとして情報の公開に応じている。当時幕府は普請の元請けにかかる金額などは諸大名に情報提供を行わないことを原則としていたが、実際には大名側に筒抜けになっており、幕府側もそれを承知していた。東高木家は薩摩藩が情報を知らなかったことを「正直一偏而働キ無之（正直一辺倒で努力をしていない）」と酷評している。また、当時は普請役人の接遇においては、村方に一汁一菜のお触れを出すことは珍しいことではなかった。
工事においては人足は幕府が出し、その賃金は薩摩藩が支払うという形となった。また木材については幕府が負担している。幕府は薩摩藩に対し、流域の村に人足を出させ、それに賃金を支払う村請による工事を命じた。薩摩藩はこれは費用がかかりすぎるため、直接町人を雇用する町請を取りたいと申請した。しかし幕府は賃金を支払えば村の人々に対する援助となり、自らが住む村の工事となれば計画以上のものができるとして、村請で行うように命じた。幕府は役人を除いた小奉行30人、徒士100人、足軽200人の合計330人を提示したが、実際に薩摩藩が工事開始時点で派遣したのは小奉行32人、徒士164人、足軽231人の合計427人であった。
工事の負担金額については事前に以下のような負担割合が計画されていた。
| 工区   | 場所                               | 普請                                   | 幕府予算          | 薩摩藩予算 |
| ------ | ---------------------------------- | -------------------------------------- | ----------------- | ---------- |
| 一の手 | 濃州桑原輪中から尾州神明津輪中     | 水行普請、定式普請                     | 2030両 材木1920本 | 7910両     |
| 二の手 | 尾州梶島から勢州田代輪中           | 水行普請、定式普請、急破普請           | 2310両 材木80本   | 9660両     |
| 三の手 | 濃州墨俣輪中から濃州本阿弥輪中     | 水行普請、定式普請、急破普請、夙樋普請 | 1350両 材木1640本 | 10120両    |
| 四の手 | 勢州金廻輪中から勢州海落口浜地蔵   | 水行普請、定式普請、急破普請           | 790両 材木1920本  | 6250両     |
| 五の手 | 勢州七郷輪中から勢州南ノ郷（推定） | 実施されず                             | 9850両 材木990本  | 43020両    |

## 経緯
宝暦3年12月25日（1754年）、幕府より薩摩藩に対し、木曽川三川工事への助役が命じられた。当時すでに66万両もの借入金があり、財政が逼迫していた薩摩藩では、工事普請の知らせを受けて幕府のあからさまな嫌がらせに「一戦交えるべき」との強硬論が続出した。薩摩藩主島津重年は普請請書を1754年（宝暦4年）1月21日に幕府へ送った。
同年1月29日に総奉行・平田靱負、1月30日に副奉行・伊集院十蔵がそれぞれ藩士を率いて薩摩を出発した。工事に従事した薩摩藩士は追加派遣された人数も含め総勢947名であった。
同年2月16日に大坂に到着した平田はその後も大坂に残り、工事に対する金策を行い、砂糖を担保に7万両を借入し、同年閏2月9日に美濃大牧（岐阜県養老郡養老町）に入った。工事は同年2月27日に鍬入れ式を行い、着工した。雪解け水によって水流が増す時期を避けるため、5月22日には第一期工事が終了した。第二期工事は9月21日に始まり、翌宝暦5年（1755年）3月28日に終わった。

### 犠牲者
平田は国元への書状で徒士48人、足軽44人が不足しているとして派遣の要請を行っている。また江戸藩邸には徒士30人、足軽40人の派遣を要請している。このように薩摩藩の現場では大きな人手不足の状態となっていた。
1754年（宝暦4年）8月、薩摩工事方に赤痢が流行した。8月25日付の薩摩藩士佐久間源太夫による幕府への報告書では、半数近くが病気となっており、数十名の死者が出たという。このため佐久間は、鹿児島から増援を送るよう求めている。同時期には江戸でも病気が流行しており、薩摩藩の『清水盛富年代記』では、江戸屋敷だけで200人の病死者が出たとしている。
工事が行われた地域の口承では薩摩藩士に多くの自害者が出たとされており、明治時代以降に検証活動を通して広まったことで通説となっている。『岐阜県治水史』によれば、1754年（宝暦4年）4月14日、薩摩藩士の永吉惣兵衛、音方貞淵の両名が自害した。両名が管理していた現場で3度にわたり堤が破壊され、その指揮を執っていたのが幕府の役人であることがわかり、それに対する抗議の自害であったとされる。『岐阜県治水史』は第二期工事中に36名の自害者の名・戒名・命日を記しているが、詳細は全て不明であるとしている。また工事全体では54名の自害者が出、うち薩摩藩関係者は52名としている。1900年に建立された『宝暦治水之碑』では合計49人の切腹者と、32人の病死者が出たとしている。『岐阜県治水史』においては33名の病死者のうち32名が薩摩藩関係者、1人は町人であったとしている。
薩摩藩以外では高木新兵衛家臣の内藤十左衛門と、幕府小人目付竹中伝六が自害している。内藤は地元の庄屋が指示に従わず、不備が指摘されたために主君への累を及ぼさないため切腹したとしている。さらに人柱として1名が殺害された。

### 工事の終結
1755年（宝暦5年）3月28日の第二期工事終了後、4月16日から5月22日にかけて幕府目付による検分が行われた。5月24日に総奉行平田靱負はその旨を書面にして国許に報告した。その翌日の5月25日早朝、美濃大牧の本小屋（大巻薩摩工事役館跡）で平田は死亡した。『岐阜県治水史』をはじめとする通説においては、平田は多くの自害者と病死者を出したことと、膨大な工事費を費やしたことを藩主に謝罪するために切腹したとされるが、島津家で編纂された史料においては病死とされる。辞世の句は「住み馴れし里も今更名残にて、立ちぞわずらう美濃の大牧」であったとされる。5月26日には副奉行の伊集院が江戸に向かい、到着後幕府に報告した。幕府からは工事の終了を祝って関係者に報賞が出された。

### 支出
『宝暦治水薩摩義士参考文書  全』に引用されている「重年公御譜中（本文）」には、薩摩藩江戸藩邸は30万両の費用が必要であると見積もっていたことが記されている。これをうけて平田靱負は治水資金の調達のため、大坂において銀師合計22万298両の借金を行い、不足分は国産品の売上や藩士からの拠出でまかなったことが記されている。薩摩藩の負債は宝暦3年（1753年）の時点で67万両であったが、治水からおよそ50年後の享和元年（1801年）には117万両となっており、薩摩藩が膨大な借財を抱える一因となったという評価もある。
実際に薩摩藩が支出した額を記した史料は残っておらず、薩摩藩が負担した治水費用の正確な額は不明である。明治の大改修時に岐阜県知事をつとめた野村政明が「歴史地理」第16号において、薩摩藩が二十余年かけて元利合わせて270万両の償還を行ったと述べたように、260万両を超える膨大な金額であるという話や、平田が借りようとした金額は30万両であったが、利子7万両が差し引かれたなどという俗説も広まっていた。昭和2年（1927年）、川村俊秀は『薩藩と宝暦之治水 上』において平田の借金は当初の額から22万両であったことを立証した上で、藩士からの拠出金や特産品の売却によって得た金額についての推定を行っている。この中で川村は薩摩藩の人口などを基準に計算を行い、どれだけ集めても12万両程度であるとして、「此の点よりしても藩が当時十五万両の金を其民力に集め得たものとは到底認められないのである」と記した。『岐阜県治水史』の編纂者の一人である伊藤信は昭和29年(1954年)の『宝暦治水と薩摩藩士』において川村の計算式を引用し、「（藩士の拠出や特産品売上は）十五万両には達せないのである」とはしたものの、その後の文章では15万両と大坂での借金22万両を合計して「薩藩が実際治水費に投ぜし昔（当）年の現金総額は（中略）実に四十万両に近い金である。」として、40万両が薩摩藩負担費用であるとした。この40万両という記述は『岐阜県史』などに置いても踏襲され、薩摩藩が支払った費用は約40万両というのが通説化している。
実際の工事では工事が進んでいた場所が水害に見舞われ、工事済みの部分が破壊されることもあった。当時の工事は実際の河川の流れにどのように影響するかを観察し、段階的に工事を進める、見試し工法によって工事が進められたため、工事の設計が途中で変更されることがしばしばあり、当初予想されたよりも多額の費用が必要となることもあった。一例では、大榑川洗堰工事においては第一期工事後に当初の設計よりも規模を小さくする変更が行われているが、工事中断中に堰場が削れてしまい、水中埋め籠で補修することとなった。洗堰の予算は3946両が見込まれていたが、実際には4988両の費用を要することとなった。
幕府側の支出は工事後に作成された勘定帳によれば、一の手は材木1928本・金2398両、二の手は金877両、三の手は材木1040本・金2186両、四の手は材木41本・金4370両であった。

## その後
薩摩藩では治水事業が終了した後も管理のために現地に代官を派遣したが、後に彼らは尾張藩に組み込まれている。また高木三家は水行奉行として河川管理を継続した。
宝暦治水は大きな成果を上げ、下流地域は300か村に渡って水害が減少することとなった。この縁から、後述するように鹿児島県と友好を結ぶ都市が多く現れた。
しかし必ずしも成功ばかりだったわけではなく、水学や工学が未熟であったことから来る誤設計や中途決壊、それに伴う怨嗟の声があったのも事実である。一例として、大榑川洗堰は竣工直後の5月29日の出水により破損し、近隣の農村に大きな被害を出した。宝暦7年（1757年）には地元百姓の手によって堰を補修する許可が出され、翌年に完成している
宝暦9年（1759年）には土砂流入に悩まされた揖斐川流域の住民が、見試しのために不完全な締切となっていた油島の完全な締切工事を求めて提訴し、一方で木曽川沿いの98か村は締切が水害の原因となるとしてこれに反対している。また長良川中・上流域においては洪水が増加するという問題を残した。1900年頃の名森村村長はこの治水によって名森の周辺である森部輪中が大変な被害を受けたと述べており、この地域には宝暦治水に対する否定的な評価があったことが知られる。これは完成した堤が長良川河床への土砂の堆積を促したためと指摘されている。下流域に置いても日常的に悪水が溜まるなど、良好な状態とは言えなかった。また堤防は水害のたびに決壊したが、対症療法として修築が行われるにとどまった。天明4年（1784年）には、長良川流域の81ヶ村が、大榑川洗堰の撤去を求め、200ヶ村を巻き込む大争論が起こっている。
御手伝普請はその後も続けられ、薩摩藩は文化13年（1816年）と文久元年（1861年）に御手伝普請に参加している。
明治維新後に高木三家による河川管理が終了したこともあり、笠松県権知事長谷部恕連は抜本的な河川対策を新政府に求めた。明治10年（1877年）に「お雇い外国人」ヨハニス・デ・レーケの指導による木曽三川分流工事が開始され、明治33年（1900年）に竣工した。

## 宝暦治水の顕彰
水害が頻発した1880～90年代より、多度村（現桑名市）の豪農西田喜兵衛による薩摩義士顕彰運動が盛んとなった。明治23年（1890年）に発刊された『治水雑誌』創刊号では宝暦治水が大きく取り上げられ、宝暦治水で薩摩藩士に多くの自害者が出、平田も切腹したという見方が広まった。平田が切腹したと明記された「宝暦治水之碑」は西田によって建立されたものである。明治33年（1900年）には木曽三川分流工事の竣工式が行われ内閣総理大臣山縣有朋、大蔵大臣松方正義らが参列した。竣工式に続いては「宝暦年度以降治水上ノ功績顕著ナル死歿者招魂祭」が「宝暦治水之碑」の前で行われ、山縣・松方・西田、そして旧薩摩藩主島津忠義の代理川村純義が祝詞を読んだ。岐阜県の社会教育活動家岩田徳義も検証活動に力を入れた人物であり、死亡した薩摩藩士を「薩摩義士」と名付けた。
岩田の働きかけもあり、大正5年12月（1916年）には平田に従五位を追贈された。大正15年（1926年）には池辺村村長山田貞策らが「薩摩義士顕彰会」を設立し、薩摩義士の事績を教科書に掲載するよう請願する、大牧役館跡に「平田終焉地記念碑」建立、「薩摩義士の墓」の発見などの活動を行った。昭和5年（1938年）には「薩摩堰遺跡記念碑」が建立された。
昭和13年（1938年）には、平田靱負ら85名の薩摩藩士殉職者を「祭神」として顕彰するために「治水神社」（所在地：岐阜県海津市海津町油島（旧海津郡海津町））が建立された。神社名の石碑は薩摩藩出身の東郷平八郎が揮毫した。
この顕彰活動においては薩摩義士の功績は「赤穂義士以上である」などと強調される傾向になり、また幕府と薩摩藩の対立がより強調されるようになった。こうした書籍には「傲慢ナル意地悪キ幕府刻吏ノ頤使命令」や
「幕吏ノ検査峻刻」などの表現が盛り込まれていることもある。
昭和43年（1968年）には新たな岐阜県薩摩義士顕彰会が発足した。昭和55年（1980年）には「薩摩堰遺跡記念碑」の地に、輪之内町の寺に眠る薩摩義士8名を祭神とした薩摩堰治水神社が建立された。
平成24年（2012年）には中学校教科書に採用されている。

### 鹿児島県における顕彰活動
一方の鹿児島県では大正9年（1920年）の薩摩義士記念碑建立まで、「薩摩義士」についてはほとんど知られていなかったという。明治34年（1901年）に花田仲之助によって設立された報徳会は、教育勅語を主体とする教化組織であり、明治44年（1911年）には鹿児島県下に219の組織を持つ巨大な組織となっていた。大正6年（1917年）、岩田徳義は報徳会において「薩摩義士」の事績について講演を行い、この席で薩摩義士顕彰会の設立と義士記念碑の建立、毎年祭典を行うことなどが取り決められた。大正10年（1921年）には顕彰会の事業が鹿児島県教育会に移管され、小学校などの教育にも「薩摩義士」が取り入れられるようになった。大正14年（1925年）には宝暦治水薩摩義士常夜燈、昭和13年（1938年）には平田靱負銅像が建立されている。
昭和30年（1955年）には薩摩義士遺徳顕彰会が設立され、昭和36年（1961年）には新たな鹿児島県薩摩義士顕彰会が発足した。
平成6年（1994年）には薩摩義士顕彰会が『薩摩義士』の刊行を開始した。

## 研究史
同時代、もしくは江戸時代中に記録された宝暦治水に付いての史料は『蒼海記』、『宝暦治水御用状留』、「尾濃勢州川通御普請御用雑録」「濃尾勢州川通御手伝御普請御用中御状留」「両代官御連名之御状留」などの『高木家文書』所収の文書が知られる。ただし、この文書には高木家家臣内藤十右衛門の自害については記録されているが、薩摩藩士の死については触れられていない。
宝暦治水で薩摩藩士に多くの死者が出たことは同時代史料からも明らかであるが、死因が病死や事故死ではなく自害であるという説が広まったのは、明治23年（1890年）に発行された『治水雑誌』創刊号によるものである。『治水雑誌』においては、薩摩藩士の切腹は「口碑（伝承）」によって伝わっていたとされる。治水雑誌の発起人西村捨三や顕彰活動に従事した西田喜兵衛なども調査を行ったが、自害を裏付ける文献は見つからなかった。一方の薩摩藩の公式記録でも平田を始めとした薩摩藩士の死因に関する文書は過去帳などを除いてほとんどなく、切腹を裏付ける同時代文書は存在していない。
平田靱負についても薩摩藩の史料は宝暦4年から病気であり、吐血して病死し、山城国伏見の大黒寺に葬られたとしている。『治水雑誌』創刊号発刊の時点では平田は自害したとはされておらず、その際の調査でも墓碑は発見されていなかったが、「宝暦治水之碑」においては平田が割腹したとされた。西田喜兵衛は明治40年（1907年）の『濃尾勢三大川宝暦治水誌 上』において、海蔵寺の末寺安龍院に平田靱負の墓があるとしているが、『治水雑誌』創刊号の時点では安龍院には名前不明の「平田」という人物が葬られたとされており、戒名も平田靱負のものとは異なっている。
西田喜兵衛らが切腹者の特定に用いたのは墓地のあった寺の報告である。寺側は墓碑銘に「薩摩国」とあることと「宝暦四年」に没したことを根拠に治水関係者と断定し、また切腹による死であると認定していた。
戦前に編纂が開始され、1953年に出版された『岐阜県治水史』は初めて複数の一次史料を分析し、木曽三川地域治水史の変遷と問題点を指摘したものであり、現在の治水史研究の基礎となった。一方で『岐阜県治水史』は薩摩義士顕彰活動の文脈に依拠して幕府と薩摩藩の対立を強調し、幕府が薩摩藩に厳しい立場で臨んだという表現が小説的に描かれ、薩摩藩士が抗議の切腹を行ったことが記されている。ただし「薩摩義士」の切腹日や姓名はあるものの、「これ等の人々個々の屠腹原因事情等については、今日これを明らかにし得ないのは、洵に遺憾に堪えない」と詳細が不明であると述べられている。『高木家文書』には高木家家臣内藤十左衛門の切腹が記載されているが、『岐阜県治水史』ではこれを「暗夜に一道の光明」として、薩摩藩士が切腹したことの傍証であるとしている。このような「薩摩義士」観・宝暦治水観は『岐阜県史』などにも受け継がれ、木曽三川流域地域で共有・再生産が行われている。
2000年代頃からは宝暦治水の評価や、薩摩藩士自害者の存在、幕府と薩摩藩の対立であるといった構図を前提とする通説に対して疑問を示す研究も行われている。通説では幕府と薩摩藩の対立関係を強調する事が多いが、徳川吉宗時代から徳川将軍家と薩摩藩主島津氏は度重なる血縁関係で結ばれるなど、他の外様大名よりも優遇された存在であった。

## 影響

### 宝暦治水が縁による姉妹県盟約
岐阜県と旧薩摩藩の大部分を継承する鹿児島県は、1971年（昭和46年）7月27日に姉妹県盟約を締結しており、両県は、県教育委員会同士の交流研修として、お互いの県に小中高校教員を転任させている。2007年（平成19年）より岐阜県では他県への教職員派遣を止めることにしたが、鹿児島県のみ継続している。鹿児島県で発生した平成5年8月豪雨の際は、岐阜県より復旧支援の土木専門職員が派遣され支援にあたった。 1991年（平成3年）に岐阜県と鹿児島県の姉妹県盟約20周年を記念して鹿児島県木のカイコウズが岐阜県道56号線沿道に植栽され、「薩摩カイコウズ街道」の愛称が付されている。

### 宝暦治水が縁による姉妹都市
1963年（昭和38年）岐阜県大垣市と鹿児島県鹿児島市がフレンドリーシティ提携締結。 2011年（平成23年）には災害時相互応援協定を締結している。
1970年（昭和45年）岐阜県海津市と鹿児島県霧島市が友好提携を結んでいる。

## 関連作品

### 小説
- 杉本苑子『孤愁の岸』 上下、講談社文庫。 ISBN 4-06-131745-8、ISBN 4-06-131746-6
  - 第48回直木賞受賞、舞台公演では平田靱負役を竹脇無我や古谷一行が演じた。
  - 平田靱負、伊集院十蔵以外の登場人物は本作独自の名称に変更され、史実にはない設定が幾つかある。
- 岸武雄『千本松原』あかね書房。ISBN 4-251-06384-8。
- 豊田穣『恩讐の川面』新潮社、1984年。ISBN 4-10-315109-9。

### 漫画
- みなもと太郎 『宝暦治水伝 波闘』
  - 元々は河川環境管理財団からの依頼による描き下ろし漫画で、現在はマンガ図書館Zにて公開されている。のち『風雲児たち』のエピソードとして、潮出版社版では第30巻（最終巻）、リイド社版では3巻から4巻にかけて収録している。
- 平田弘史 『薩摩義士伝』
- 中島徳博 『霧の柩』（1978年）

### アニメ映画
- せんぼんまつばら 川と生きる少年たち - 岸武雄の小説『千本松原』を原作とするアニメ作品。